# 比洛皮利亞
比洛皮利亞（羅馬化：Bilopillia，發音：[b⁽ʲ⁾i.ɫoˈp⁽ʲ⁾i.lʲːɐ]），又按俄语名译为别洛波利耶，是乌克兰北部蘇梅州蘇梅區比洛皮利亚市镇的城市及行政中心，2020年7月18日前为比洛皮利亞區的行政中心。該市始建于11世紀，面積23.08平方公里，海拔高度159米。今坐落於俄烏邊境以内十公里，2022年1月人口数量为15,600人，人口密度每平方公里676人。城市歷史悠久，維爾古城從最遲1113年開始就已經在此地建立，直到1239年蒙古入侵將該城摧毀。

## 图集

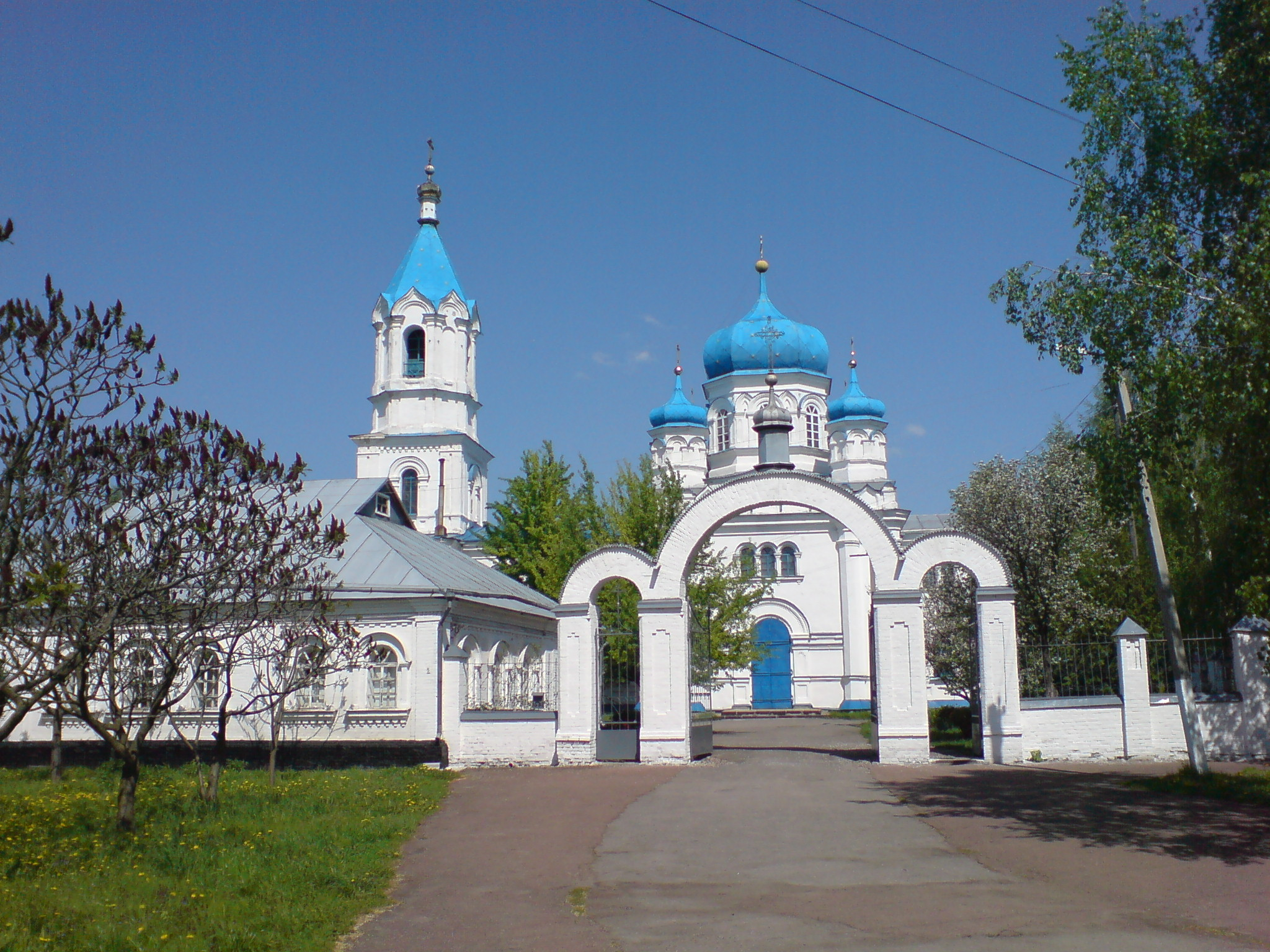
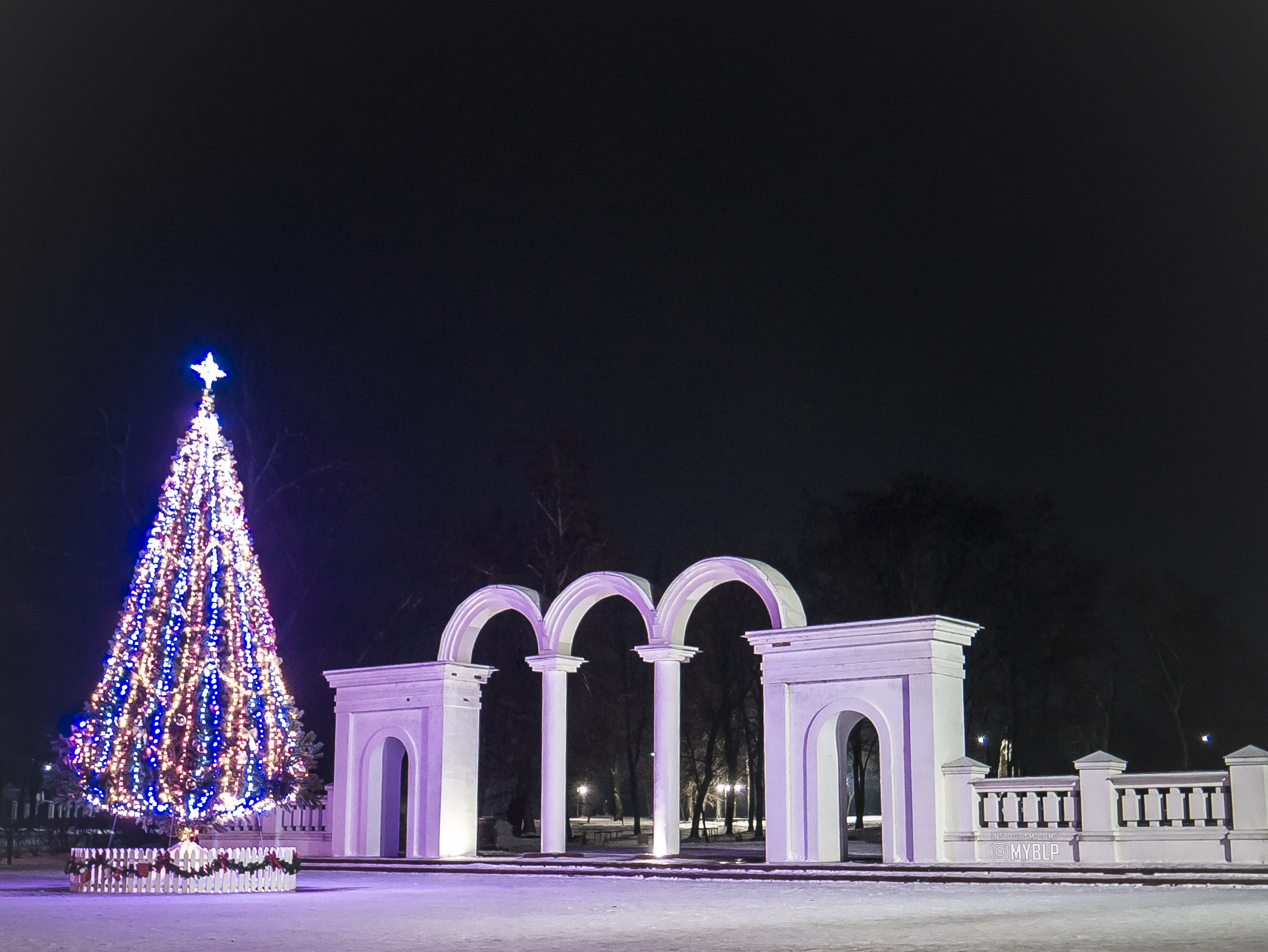
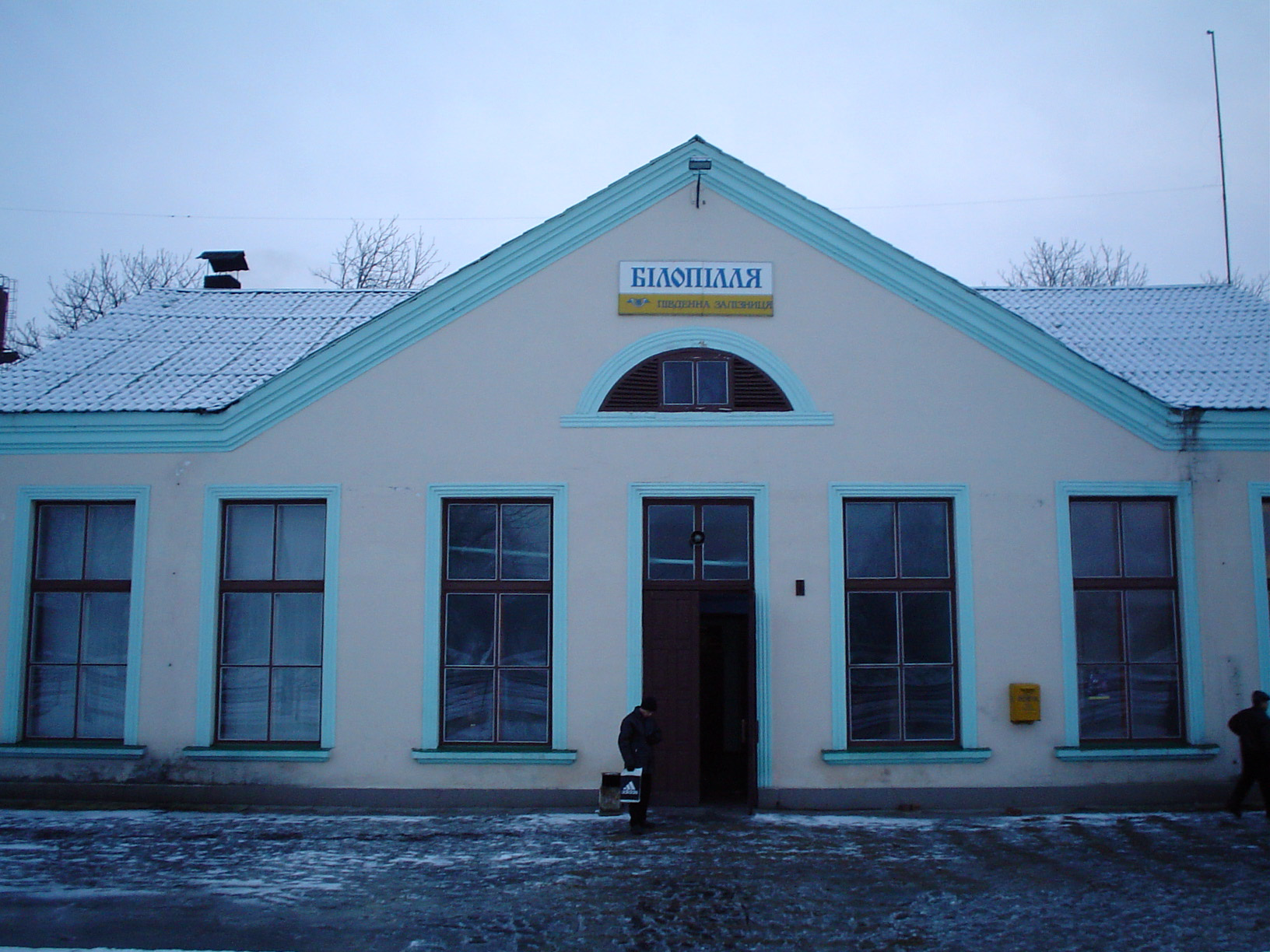
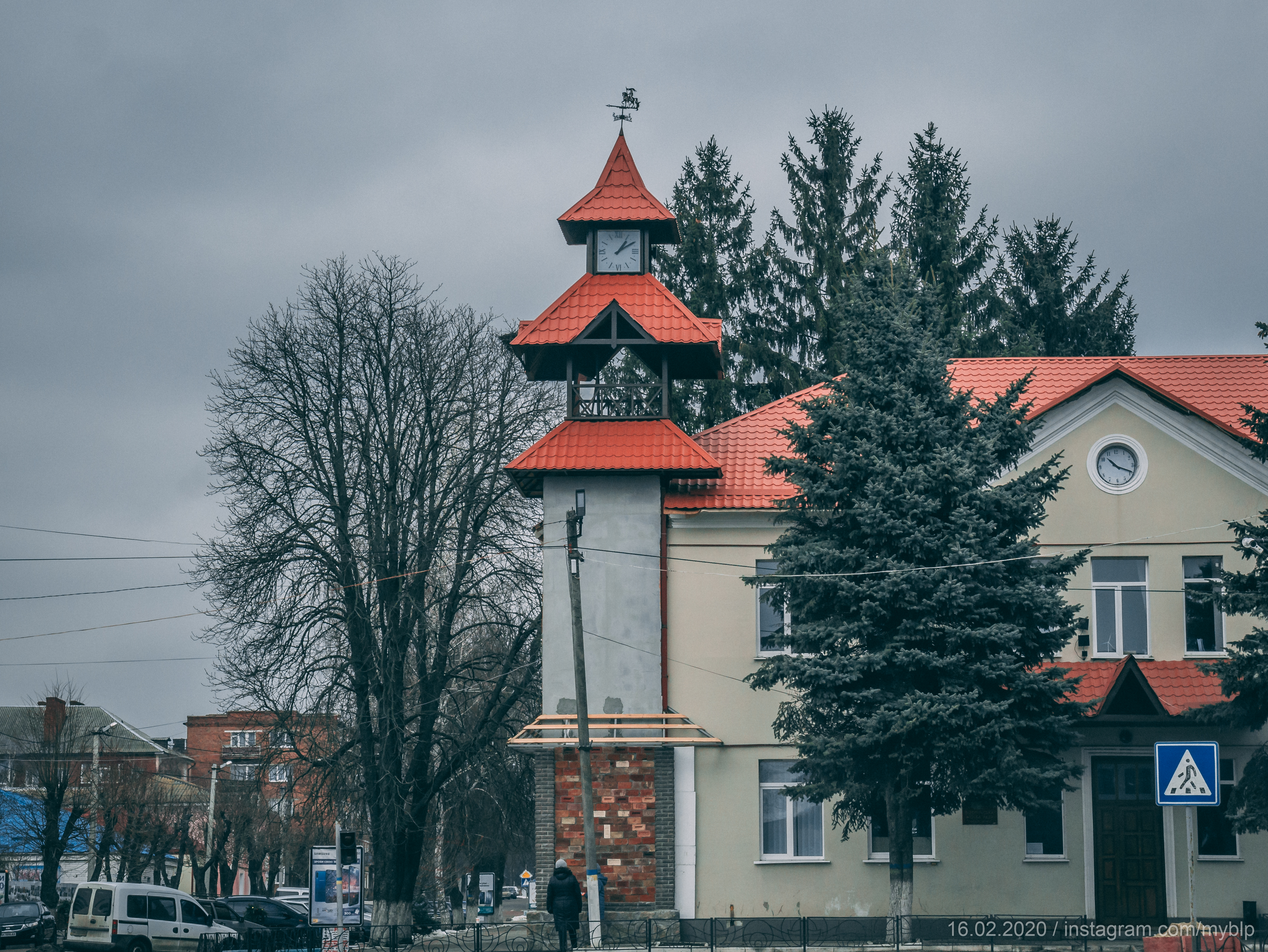